# Octav (film)
Octav este un film românesc din 2017 regizat de Serge Ioan Celebidachi. Rolurile principale au fost interpretate de actorii Marcel Iureș, Victor Rebengiuc, Andi Vasluianu.

## Prezentare
Dramă care explorează teme universale precum timpul, nostalgia și dragostea în cea mai pură și măreață formă a sa, întruchipată aici de relația profundă și inocentă dintre un bătrân de 80 de ani și o fetiță de 10 ani. Intrigantă și originală în această poveste este călătoria în timp pe care o face o personajul principal, bătrânul Octav (Marcel Iureș), în urma căreia ies la iveală evenimente importante din copilăria sa, acesta rămânând în același timp prizonier al trupului său îmbătrânit.

## Distribuție
Distribuția filmului este alcătuită din:
- Alexandru Bogdan — Spiridon la 19 ani
- Mihai Dinvale — Avram
- Codin Maticiuc — Asistent dr.Binder
- Tiberiu Harsan — Matei la 17 ani
- Andra Illiescu — Nina la 5 ani
- Isabella Drăghici — Funcționara
- Maria Obretin — Vera
- Vlad Rădescu — Dr.Binder
- Eric Aradits — Octav copil
- Florentina Țilea
- Roxana Guttman — Judecător 1
- Cristian Bota — Paul adolescent
- Adrian Păduraru — Avocatul lui Octav
- Andi Vasluianu — Marcel
- Daniela Eugenia Voicu — Funcționara 3
- Silviu Biriș — Domnul Mihăilescu
- Stelian Soldan — Spiridon la 10 ani
- Radu David — Filip
- Marcel Iureș — Octav
- Dana Mihaela Dragomir — Ana la 19 ani
- Dina Rotaru — Funcționara 2
- Dora Iovițu — Nina la 14 ani
- Victor Solomon — Paul la 7 ani
- Mihai Verbintschi — Preot
- Lia Bugnar — Mama lui Octav
- Alessia Tofan — Ana
- David Băcescu — Matei la 8 ani
- Ioan Andrei Ionescu — Tatăl lui Octav
- Lucian Pavel — Controlor în tren
- Tamara Popescu — Judecător 3
- Ștefan Velniciuc — Doctor
- Monica Ciuta — Doamna Mihăilescu
- Dana Rogoz
- Mircea Constantinescu (2) — Judecătorul 2
- Victor Rebengiuc — Spiridon
- Giulio Dinu — Ștefan la 10 ani
- Alexandru Mandu — Octav la 19 ani